# Žytomyrska (stanice metra v Kyjevě)
Žytomyrska (ukrajinsky Житомирська, Žytomyrska) je stanice kyjevského metra na Svjatošynsko-Brovarské lince.

## Charakteristika
Stanice je jednolodní, obklad kolejových zdí je z mramoru, kolem názvu stanice se nachází mramorový oblouk. Je to jediná stanice, jejíž název používá frázi „stanice metra“.
Stanice má dva vestibuly, první vestibul má východ ústící na prospekt Peremohy a ulici Semarška, druhý vestibul ústí k parku, který se nachází poblíž.
Vestibuly jsou s nástupištěm propojeny schodištěm.